# Oval (Pensilvania)
Oval es un lugar designado por el censo ubicado en el condado de Lycoming en el estado estadounidense de Pensilvania. En el Censo de 2010 tenía una población de 361 habitantes y una densidad poblacional de 204,67 personas por km².

## Geografía
Oval se encuentra ubicado en las coordenadas 41°9′8″N 77°10′28″O / 41.15222, -77.17444. Según la Oficina del Censo de los Estados Unidos, Oval tiene una superficie total de 2.84 km², de la cual 2.84 km² corresponden a tierra firme y (0%) 0 km² es agua.

## Demografía
Según el censo de 2010, había 361 personas residiendo en Oval. La densidad de población era de 204,67 hab./km². De los 361 habitantes, Oval estaba compuesto por el 99.45% blancos, el 0% eran afroamericanos, el 0.28% eran amerindios, el 0.28% eran asiáticos, el 0% eran isleños del Pacífico, el 0% eran de otras razas y el 0% pertenecían a dos o más razas. Del total de la población el 0% eran hispanos o latinos de cualquier raza.